# Nebuta Matsuri

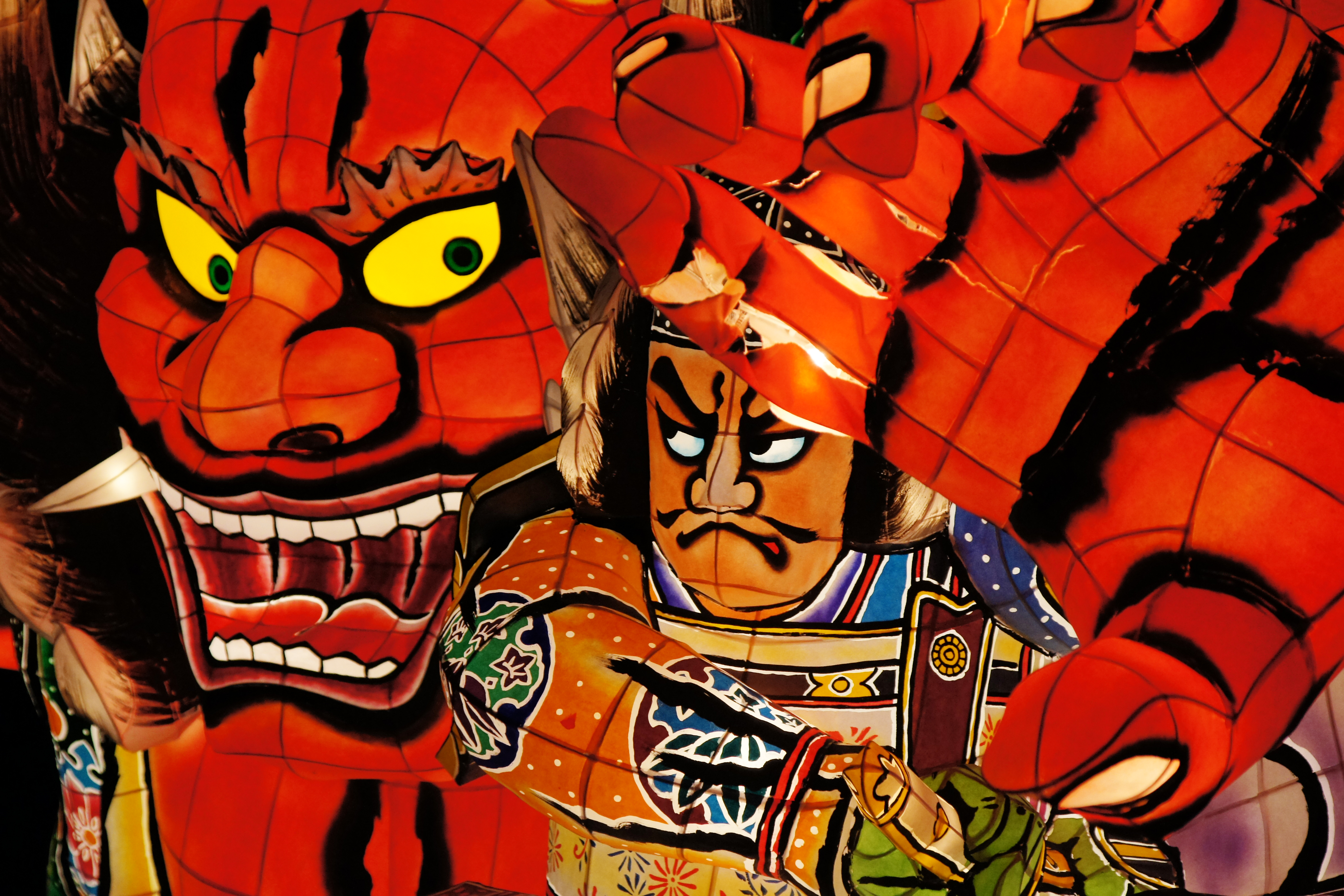
Nebuta-Figur (Ausschnitt)

Das Nebuta Matsuri (japanisch ねぶた祭) ist ein Sommerfest, das jedes Jahr vom 2. bis 7. August sechs Tage lang auf der Hauptstraße der Stadt Aomori stattfindet. Es ist berühmt für seine Wagen, die große dreidimensionale Pappmaché-Puppengebilde tragen.

## Übersicht
Das Nebuta Matsuri gehört, zusammen mit dem Tanabata-Festival in Sendai und dem Kantō-(竿灯)-Festival in Akita, zu den drei großen Festlichkeiten in der Region Tōhoku. In den Nacht vom 2. auf den 3. August sind etwa 15 Kinder-Nebuta und 15 Groß-Nebuta, die von Helfern, „Haneto“ (はねと) genannt, geschoben und umtanzt werden, in Betrieb. Vom 4. bis 6. sind etwa 20 große Nebuta-Wagen in Betrieb. Am 6. August werden Preise wie der „Nebuta Grand Prize“ verliehen. Etwa 20 große Nebuta-Wagen sind am letzten Tag des Festivals (am 7. August) mittags unterwegs, und sieben preisgekrönte Nebuta-Wagen sind nachts im Hafen von Aomori zu sehen.
Nebuta-Puppen basieren auf Suikoden (水滸伝), „Romance of the Three Kingdoms“, auf dem Kabuki und der allgemeinen Mythologie. Die Figuren sind 9 m breit, 7 m tief und 5 m hoch, einschließlich des Dollys (ca. 2 m hoch). Dutzende von Menschen werden benötigt, um einen Wagen zu ziehen. Die „Haneto“ tragen einen Yukata mit einem Blumenhut auf dem Kopf, einer Schärpe an den Schultern, einem rosa oder blauen Tuch unter dem Yukata, einem Blechschild an der Taille und weißen Tabi-Socken und Zori-Sandalen. Jeder kann teilnehmen. In diesem Kostüm springen die Haneto um den Wagen herum und rufen dabei „Lassera, lassera, rassera ssera ssera“.
Der Ursprung des Nebuta-Festes soll das schwimmende Laternenfest des Tanabata sein, das am 7. Juli des Mondkalenders stattfindet, ein Ereignis, bei dem der als „Nebuta“ (= Schläfrigkeit) bekannte Schmutz zusammen mit Dekorationen ins Meer oder in den Fluss geschüttet wird. Von der Bunsei-Ära (1818–1829) bis zum Ende der Edo-Zeit wurden diese rechteckigen Laternen zu „Ningyō Nebuta“ (人形ねぶた), und in der Meiji-Zeit tauchten große Nebuta mit einer Höhe von über 20 m auf. Der Gestalter Kitagawa Kinzaburō (北川 金三郎; 1880–1960) begann, realistische und kraftvolle Puppen-Gruppen (組人形; Kumi-ningyō) zu erschaffen, für die er den Ehrentitel „Meijin“ (名人) erhielt.
Nach dem Pazifikkrieg wurde die Wagenhöhe wegen der Stromkabel und Fußgängerbrücken auf 5 m begrenzt. Ab 1958 hat das „Aomori Nebuta Festival Komitee“ begonnen, Auszeichnungen zu vergeben, gestützt durch die ortsansässigen Unternehmen und den Tourismusverband.
Neben der Aomori hat Hirosaki fächerförmige Nebuta mit Bildern, Kuroishi, der Stadtteil Ōminato von Mutsu und Goshogawara haben eigene unverwechselbare Nebuta-Festivals. In der Stadt Aomori wird „Nebuta“ in einem stimmhaften Klang ausgesprochen, aber in der Stadt Hirosaki wird es als „Neputa“ ausgesprochen.

## Bilder

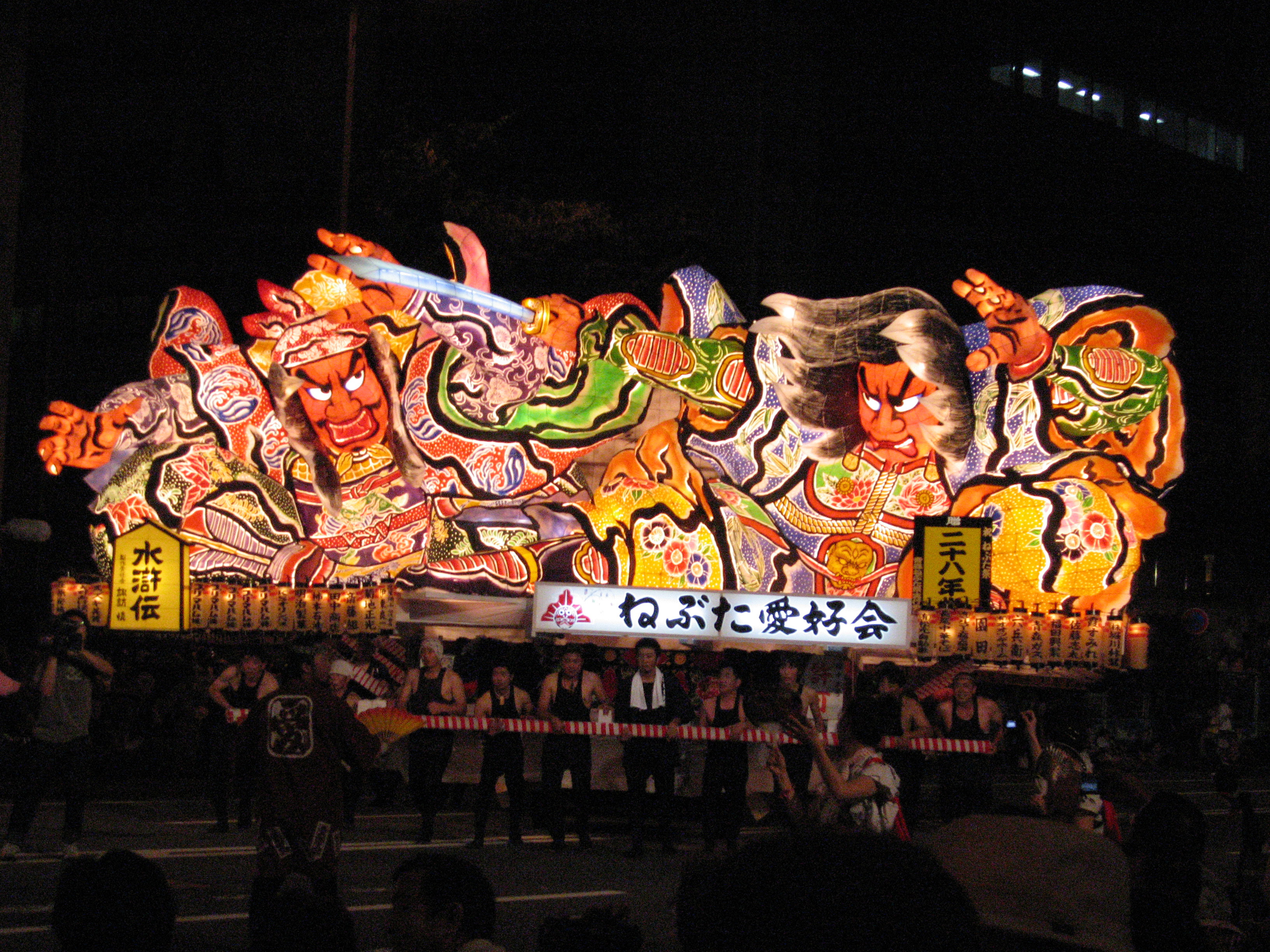
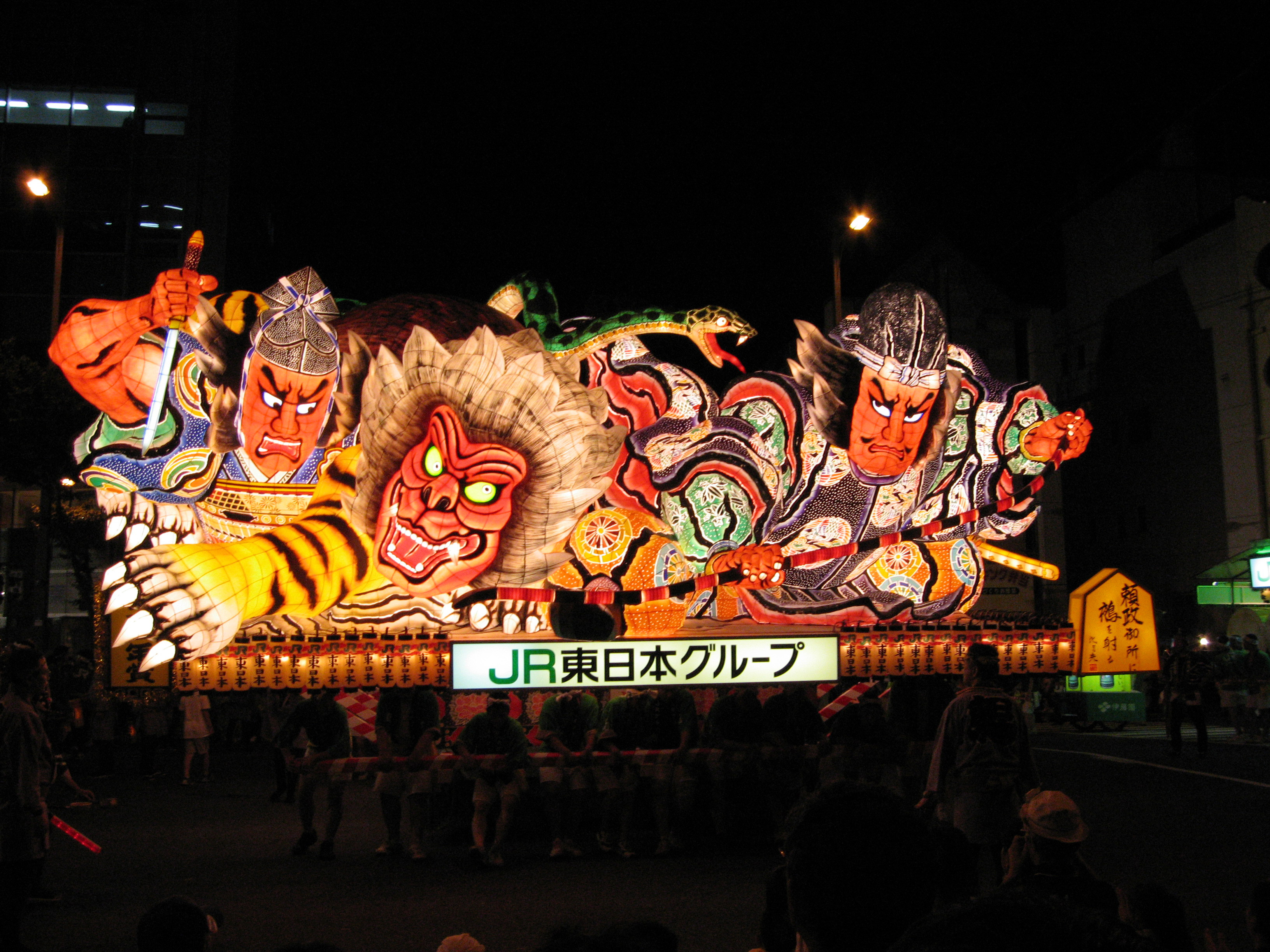
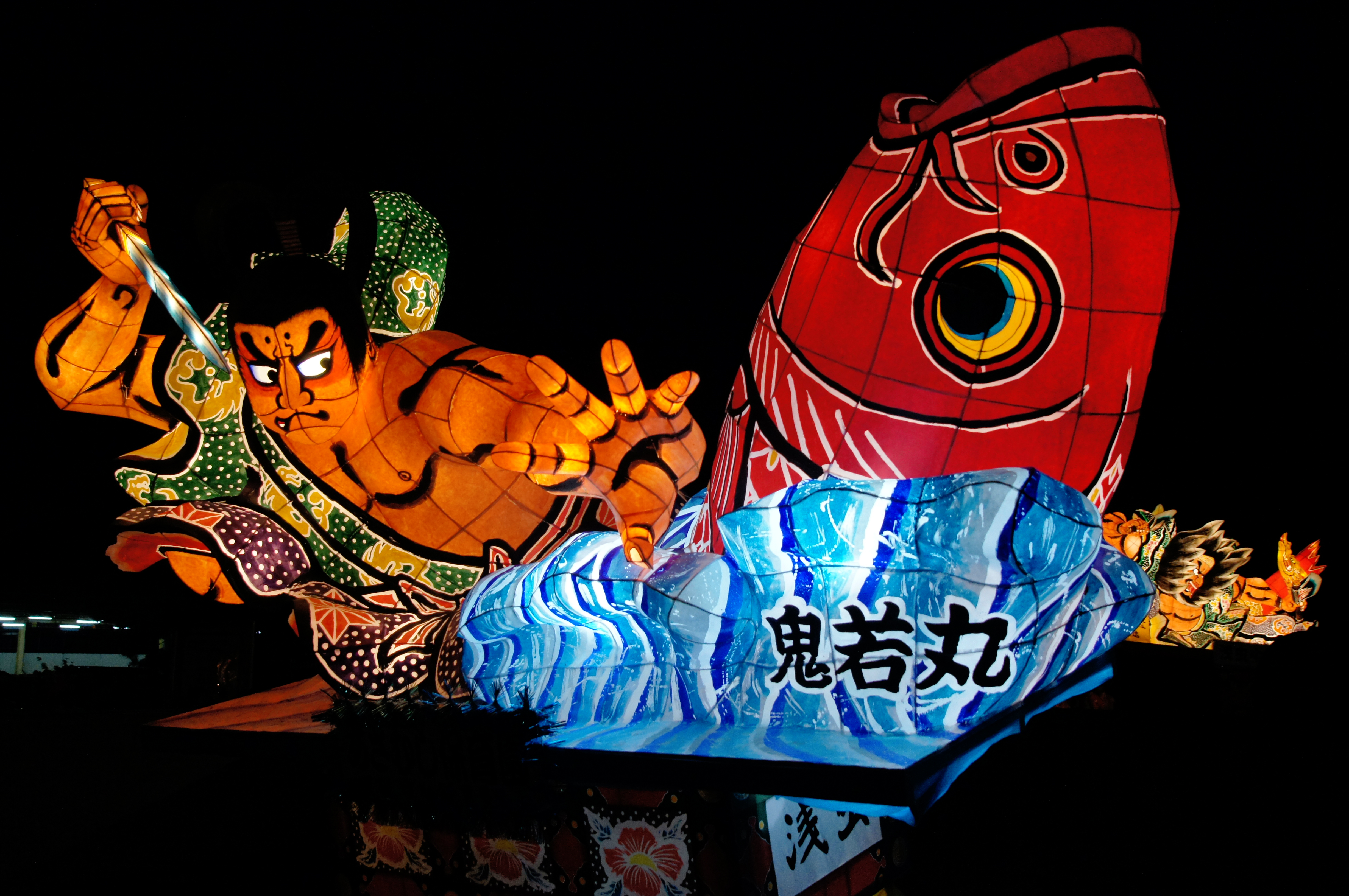
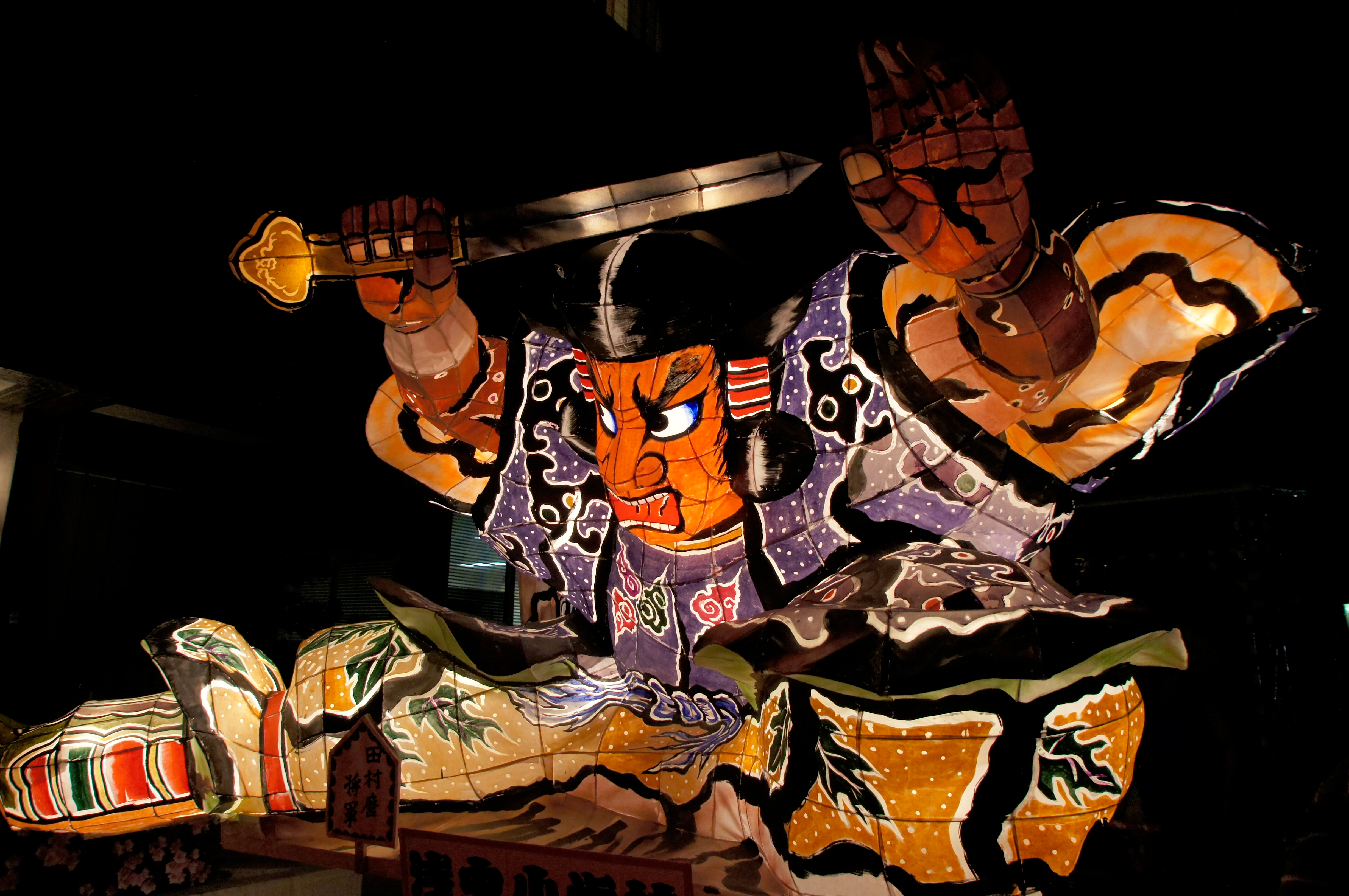
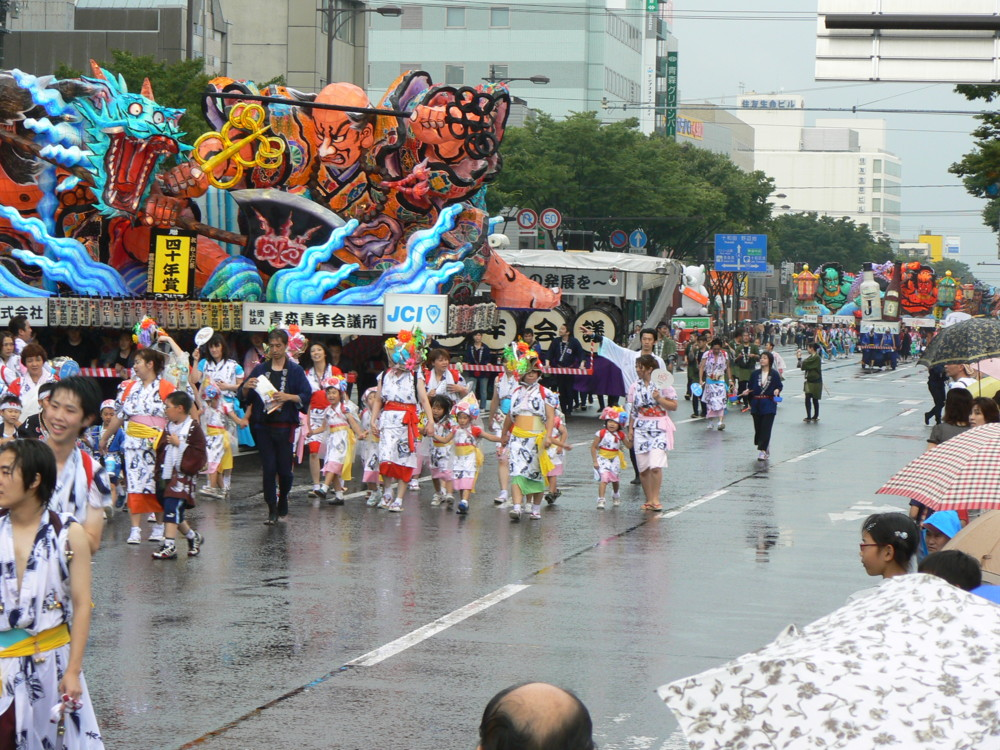